# Athelges pelagosae
Athelges pelagosae är en kräftdjursart som beskrevs av Babi 1912. Athelges pelagosae ingår i släktet Athelges och familjen Bopyridae. Inga underarter finns listade i Catalogue of Life.